# CHAC1
CHAC1 (англ. ChaC glutathione specific gamma-glutamylcyclotransferase 1) – білок, який кодується однойменним геном, розташованим у людей на 15-й хромосомі. Довжина поліпептидного ланцюга білка становить 264 амінокислот, а молекулярна маса — 28 747.
| 10         |  | 20         |  | 30         |  | 40         |  | 50         |
| ---------- |  | ---------- |  | ---------- |  | ---------- |  | ---------- |
| MGGAQLELPS |  | GARPGVCVRR |  | SFRAHAGDQP |  | RRPPGPIPVP |  | GTMKQESAAP |
| NTPPTSQSPT |  | PSAQFPRNDG |  | DPQALWIFGY |  | GSLVWRPDFA |  | YSDSRVGFVR |
| GYSRRFWQGD |  | TFHRGSDKMP |  | GRVVTLLEDH |  | EGCTWGVAYQ |  | VQGEQVSKAL |
| KYLNVREAVL |  | GGYDTKEVTF |  | YPQDAPDQPL |  | KALAYVATPQ |  | NPGYLGPAPE |
| EAIATQILAC |  | RGFSGHNLEY |  | LLRLADFMQL |  | CGPQAQDEHL |  | AAIVDAVGTM |
| LPCFCPTEQA |  | LALV       |  |            |  |            |  |            |

A: Аланін

C: Цистеїн

D: Аспарагінова кислота

E: Глутамінова кислота

F: Фенілаланін

G: Гліцин

H: Гістидин

I: Ізолейцин

K: Лізин

L: Лейцин

M: Метіонін

N: Аспарагін

P: Пролін

Q: Глутамін

R: Аргінін

S: Серин

T: Треонін

V: Валін

W: Триптофан

Кодований геном білок за функціями належить до трансфераз, ацилтрансфераз. 
Задіяний у таких біологічних процесах, як апоптоз, відповідь на порушення конформації білку, нейрогенез, альтернативний сплайсинг. 
Локалізований у цитоплазмі, апараті гольджі.